# ガンポラ
ガンポラ（シンハラ語: ගම්පොල, タミル語: கம்பளை, 英語: Gampola）は、スリランカ中部州キャンディ県にある都市。14世紀半ばに4年間だけシンハラ島を治めたブワネカバーフ4世が都に定めた。その後を継いだブワネカバーフ5世はこの地を29年治めたが、彼がガンポラ最後の王となった。南アジア最大の涅槃仏がガンポラのサリヤラプラ寺院にある。
ガンポラにある遺跡群のうち最も有名なのはランカティラカ寺院とエンベッカ寺院である。ランカティラカ寺院の石板彫刻を通じて当時の様子を知ることができ、同寺院の仏像は南インド美術の典型である。またアンベッカ寺院は国内で最も豊富な木彫刻のコレクションを有している。
ガンポラはセイロン島の中央高地に位置しているため、気候は年中通して穏やかである。標高1087mのアンブルワワ山には数多くの登山客が訪れ、多様な自然環境・文化・宗教を楽しむことができる。

## 歴史

### 先史時代
スリランカの先史時代研究はジョン・ポールとE・アーネスト・グリーンによって1885年ごろに始められた。ペラデニヤやナワラピティヤでは複数の石器が発掘され、これらは先史時代に使われていたと考えられている。また同時期には、ガンポラで初めて石器を発掘したロバー・ブルース・フートもインドの先史時代についてかなりの説明を確立することができた。彼はガンポラ近くのアトガル・ヒルで発掘調査を行い、見つけた複数の石器をマドラス博物館に「スリランカで発掘された新石器時代の石器」として展示した。
しかし、その数年後には、これらの遺物がグリーンがナワラピティヤで見つけたもので間違いないと断定し、アルチンもまたナワラピティヤで複数の遺物を見つけることができた近年シラン・デラニヤガラはスリランカを6つのエコゾーンに分類したが、我々の調査地域はゾーンD2（標高900m以下の湿潤地帯）に属し、特別な特徴を持つ先史時代ゾーンとして定義された。しかし、ガンポラの先史時代研究はかなり不足しており、今後他の地域と同様に複数の遺物が発掘される可能性がある。

## 地理
ガンポラ、またの名をガンガシリプラは、キャンディ近郊にある標高300-500mの美しい町である。地理上は中央高地に分類され、地盤は先カンブリア時代の片麻岩で構成される。また土壌は赤黄色のポドゾルと山岳系のレゴゾルが占める。平均的な年降水量は3,000ミリ〜3,500ミリで、年平均気温は摂氏20〜25度。近郊は急な崖が多く、地滑りがよく起こる。一方でマハウェリ川沿岸の肥沃な土壌と貯水池を利用した伝統農業（水稲栽培）やプランテーション農業（茶）が盛んに行われている。
行政上は都市カウンシルとしてキャンディ県に組み込まれている。

## 人口動勢
人口の大半をスリランカ・ムーアとシンハラ人が占めている。
| ガンポラの民族別人口割合 | ガンポラの民族別人口割合 | ガンポラの民族別人口割合 | ガンポラの民族別人口割合 | ガンポラの民族別人口割合 |
| ------------------------ | ------------------------ | ------------------------ | ------------------------ | ------------------------ |
| 人口                     |                          |                          | 割合                     |                          |
| スリランカ・ムーア       | スリランカ・ムーア       |                          | 50.41%                   | 50.41%                   |
| シンハラ人               | シンハラ人               |                          | 50.35%                   | 50.35%                   |
| スリランカ・タミル       | スリランカ・タミル       |                          | 0.97%                    | 0.97%                    |
| インド・タミル           | インド・タミル           |                          | 0.20%                    | 0.20%                    |
| その他                   | その他                   |                          | 0.05%                    | 0.05%                    |

出典:statistics.gov.lk.

## 出身人物
- D. M. ジャヤラトナ：政治家、第21代首相